# (2746) Hissao
(2746) Hissao – planetoida z pasa głównego asteroid okrążająca Słońce w ciągu 3 lat i 136 dni w średniej odległości 2,25 j.a. Została odkryta 22 września 1979 roku w Krymskim Obserwatorium Astrofizycznym w Naucznym na Półwyspie Krymskim przez Nikołaja Czernycha. Nazwa planetoidy pochodzi od Hissar Astronomical Observatory w Duszanbe, stolicy Tadżykistanu. Przed nadaniem nazwy planetoida nosiła oznaczenie tymczasowe (2746) 1979 SJ9.